# David Riesman
David Riesman (Filadelfia, 22 de septiembre de 1909-Binghamton, 10 de mayo de 2002) fue un sociólogo y psicólogo estadounidense licenciado en la Universidad Harvard, que trabajó como asistente en el Tribunal Supremo de los Estados Unidos.
Es exponente de la corriente que, no satisfecha con la investigación meramente empírica y sectorial de la sociología, promueve un trabajo metodológico y crítico para reconstruir una dirección sistemática de la investigación y una interpretación evaluadora de los hechos.
Riesman estudió, en particular, la relación entre la sociología y otras disciplinas como la pedagogía y el derecho.

## La Muchedumbre Solitaria
The Lonely Crowd: A Study of the Changing American Character está considerado uno de los libros más influyentes de la sociología del siglo XX. 
El libro es un amplio estudio del conformismo que impera en la sociedad actual. Riesman postula la existencia de personas "dirigidas por sí mismas" o "dirigidas por otros". Riesman alerta de que la sociedad americana fomenta las personas "dirigidas por otros", sobre todo en las áreas suburbanas donde los individuos buscan la aprobación de sus vecinos y temen quedar al margen de su comunidad. Este estilo de vida tiene un efecto coercitivo que fomenta que las personas abandonen la idea de ser "dirigidas por sí mismas" y fomenta que asuman los objetivos e ideología de su comunidad.
El ensayo está considerado un hito en el estudio del carácter norteamericano. Riesman was a major public intellectual as well as a sociologist, representing an early example of what sociologists now call "public sociology."

## Principales obras
- Thorstein Veblen: A critical interpretation (1953)[4] - Thorstein Veblen: una interpretación crítica.
- Individualism Reconsidered and Other Essays (1954)[5] - Reconsideración del individualismo y otros ensayos.
- Abundance for What? (1964) - ¿Abundancia para qué?
- The Lonely Crowd: A Study of the Changing American Character (1950)[1] - La muchedumbre solitaria, en colaboración con otros autores.